# Estação Ferroviária de Americana
Estação Ferroviária de Americana ou Estação de Americana, é a estação ferroviária da cidade paulista de Americana, na Linha Tronco da Companhia Paulista de Estradas de Ferro. Fundada em 27 de agosto de 1875, a estação foi de fundamental importância para o surgimento e desenvolvimento do município de Americana, tanto que o aniversário do município é comemorado no dia da fundação desta estação. O prédio atual data de 1912, e foi usado como terminal de passageiros até o dia 15 de março de 2001. Atualmente pertence ao poder público municipal e abriga o projeto Estação Cultural da Prefeitura.

## História

### Construção da linha e da estação
A história da estação se confunde com a história do próprio município de Americana. Tudo começou na década de 70 do século XIX, quando o prolongamento da linha-tronco da Cia. Paulista até a cidade de Rio Claro estava sendo construído. A região já era habitada desde 1867 por imigrantes norte-americanos sulistas, que aqui se refugiaram após o fim da Guerra Civil Americana e estavam refazendo suas vidas como agricultores da região. Muitos deles ajudaram trabalhando na colocação dos dormentes no trecho da estação.
O território onde hoje é Americana, era formado na época por grandes fazendas como a Salto Grande, a Machadinho a Palmeiras, e outras pequenas propriedades. Com a construção da Estação de Santa Bárbara, pretendia-se facilitar o escoamento da produção das fazendas da região até o porto de Santos. A estação foi batizada com este nome, porque estava em terras da Vila de Santa Bárbara, cuja divisa com o município de Campinas era o Ribeirão Quilombo.

### Inauguração
Com a movimentação de funcionário da Cia. Paulista, e dos sitiantes da região, na época principalmente americanos, foram formadas as primeiras moradias temporárias dos funcionários, que eram encarregados de construir os trilhos e a estação. Os sitiantes aproveitavam o movimento para venderem seus produtos, formando assim, as primeiras movimentações onde formaria-se a Vila Americana. A Estação é construída, então, nas terras da Fazenda Machadinho, ao lado do Ribeirão Quilombo e defronte com a casa-sede desta fazenda. Sua inauguração deu-se em 27 de agosto de 1875, com a presença de S.M.I. Dom Pedro II e também do Conde d'Eu, marido da Princesa Isabel. Nesta mesma época, o Cap. Inácio Correia Pacheco, um dos proprietários da Fazenda Machadinho, loteia parte de suas terras, onde aos poucos surge uma pequena vila ao redor da estação.

### O nome da estação
A pequena vila formada ao redor da estação não tinha nome oficial. Este fato gerou um grande problema para os moradores da vila, que tinham dificuldades para se corresponderem. As cartas eram destinadas a "Vila da Estação de Santa Bárbara", mas eram entregues na "Vila de Santa Bárbara", distante 10 quilômetros da estação, numa época em que o único meio de transporte, neste caso, era o cavalo. Com isso muitas correspondências eram perdidas, também numa época em que este era o principal, senão o único meio de comunicação das pessoas. Em 1900, a Cia. Paulista decide mudar seu nome para Estação de "Villa Americana". Este nome foi escolhido por causa da estranheza causada nas pessoas, que ao desembarcar nesta estação, se deparavam muitas vezes com os americanos, falando aquele idioma incompreensível para a época. Logo a vila ficou conhecida por "vila dos americanos" ou "vila americana", pela consagração popular, motivo este que fez a Cia. Paulista batizar a estação com este nome.
Só depois de alguns anos de disputa entre Santa Bárbara e Campinas sobre quem deteria os direitos políticos sobre a vila, que o nome foi oficializado. Em 30 de julho de 1904 foi criado pela lei estadual nº 916, o Distrito de Paz de Villa Americana, dentro do município de Campinas. O prédio original da estação, de 1875, foi demolido e em seu lugar foi construído o atual prédio, datado de 1912, e bem maior que o primeiro. A estação cumpriu muito bem seu propósito, servindo como via de escoamento dos produtos agrícolas da vila, principalmente as famosas melancias "Cascavel da Geórgia", que foram o principal produto da região na época, e também no transporte de passageiros, que funcionou até a década de 1990.

## Decadência e desativação
A pequena vila surgida ao redor da estação, tornou-se o município de Vila Americana em 1924, e deixou de ser "Vila", para ser somente "Americana" em 1938. Com a decadência da ferrovia, a importância da estação foi aos poucos diminuindo. Em 1995 a estação recebeu uma última reforma patrocinada pela Fepasa, mas a estação já nesta época recebia poucos trens de passageiros. Em 1998, o abandono já era patente, e a estação foi fechada no final desse ano.
Em janeiro de 1999, a Ferroban, nova concessionária da linha, acabou com os trens de passageiros. Reativados em agosto do mesmo ano, foram-no em medida emergencial, com dois ou três trens semanais apenas, que por falta de interesse da empresa, corriam quase vazios e em precárias condições. A partir daí, a estação foi abandonada, passando a servir de refúgio para mendigos e drogados. O último trem de passageiros passou por este trecho em 15 de março de 2001 quando foram totalmente desativados pela Ferroban.

## Restauro e uso atual
Com o fim do transporte ferroviário de passageiros, a estação foi entrando num processo de degradação que culminou na transformação do prédio em moradia de mendigos, menores e usuários de drogas, que inclusive a utilizavam como banheiro. Além do incômodo cheiro de urina, a estação atraía animais peçonhentos devido ao mato alto nos trilhos.
Em 22 de dezembro de 2004, a Prefeitura entregou a estação restaurada e reformada. Uma composição de três locomotivas e cerca de trinta vagões de soja passou pela gare da estação, na hora da festividade, apitando e saudando o prédio de volta à vida. Atualmente o prédio está abrigando o projeto "Estação Cultural" da Secretaria de Cultura e Turismo da cidade. O espaço conta ainda com áreas destinadas a Casa do Artesão, Cine Clube e exposição permanente de painéis com fotos históricas do município. A reforma da Estação foi uma parceria entre a Prefeitura Municipal e o Projeto de Revitalização da Área Central de Americana.